# Suimanga del Marico
El suimanga del Marico (Cinnyris mariquensis) és un ocell de la família dels nectarínids (Nectariniidae).

## Hàbitat i distribució
Habita sabanes amb acàcies de l'extrem est de Sudan del Sud, Etiòpia, Eritrea, nord-oest de Somàlia, Uganda, Ruanda, Burundi, Kenya, Tanzània i extrem nord-est de Zàmbia. Centre d'Angola i sud-oest de Zàmbia, cap al sud, a través de Namíbia, Botswana i oest i sud de Zimbabwe fins sud-oest de Moçambic i nord-est de Sud-àfrica.